# 3105 Stumpff
3105 Stumpff este un asteroid din centura principală, descoperit pe 8 august 1907 de August Kopff.